# Вознесенское (Черкасская область)
Вознесе́нское (укр. Вознесенське)  — село, административный центр Вознесенского сельского совета Золотоношского района Черкасской области Украины.

## Географическое положение
Село расположено на реке Сухая Згар в 18 км от районного центра — города Золотоноша.

## История
Село было основано в 1724 году.

В 1730-х годах её отдали во владение черкасском генералу помещику Штофелю. В «Генеральном следствии Переяславского полка» за 1729—1730 годы записано:
Слободкой над рекою Згарью, 15 дворов, обладает иностранный генерал-квартирмейстер Штофель по купче.
По фамилии этого помещика (в народной переработке) и названо село Штомпелевка. Такое название сохранилось до середины XIX века. Затем Штомпелевка перешла к графов Капнистов.
В 1778 году в селе было 15 дворов и 78 жителей.
С 1781 года — в составе Золотоношского уезда Киевского наместничества, с 1796 года — Малороссийской, а с 1802 года — Полтавской губернии Российской империи.
В 1820 году начала действовать построенная Вознесенская церковь и село было переименовано в Вознесенское.
Перед реформой 1861 года крестьяне получили небольшие земельные наделы (3 десятины на двор), а село было разделено на две части. Одной владел Капнист, другой — помещик Белуха.
Граф Капнист имел парк, где стоял красивый, похожий на замок, двухэтажный дом с 42 комнатами, имевший две высокие башни, балконы с колоннами и статуями. В нём находилась большая библиотека, которая в 1917 году была частично разобрана, а частично сожжена вместе с дворцом. На склонах горы росли дубы. Парк и сад были уничтожены после 1917 года, а вековые дубы коммунары срезали на дрова для паровых установок.
В 1905 году в селе имели место выступления крестьян-малоземельщиков.
В 1913 году в селе насчитывалось 1590 человек.
Во время Великой Отечественной войны в 1941—1943 гг. село находилось под немецкой оккупацией. Всего в войне участвовали 700 жителей села, 365 из них были награждены орденами и медалями СССР.
В 1967 году в селе был установлен памятник В. И. Ленину.
В 1971 году численность населения составляла 4227 человек, здесь находилась центральная усадьба колхоза «Червоний прапор» животноводческого направления (с 3,1 тыс. сельскохозяйственных земель), действовали Пальмирский сахарный завод, мельница, швейная мастерская, две средние школы, клуб, библиотека с книжным фондом 11,3 тыс. книг, больница на 25 коек, фельдшерско-акушерский пункт, детские ясли, радиоузел, стационарная киноустановка и др..
В мае 1995 года Кабинет министров Украины утвердил решение о приватизации находившихся здесь ремонтно-транспортного предприятия и животноводческого хозяйства.
В мае 2003 года часть территории села Вознесенское была выделена в отдельный населённый пункт — посёлок Пальмира.

## Транспорт
Село находится в 1 км от железнодорожной станции Пальмира.